# Giuseppe Favero
Giuseppe Favero (Settimo Torinese, 20 dicembre 1931 – Settimo Torinese, 9 settembre 2020) è stato un ciclista su strada e dirigente sportivo italiano, professionista dal 1953 al 1959. Ottenne un solo successo tra i professionisti, nel 1958 in una frazione della Parigi-Nizza.

## Carriera
Dopo aver vinto la Milano-Busseto, gara che diventerà negli anni un classico del panorama dilettantistico, passò professionista nel 1953 con la Bianchi. Durante gli anni di militanza in maglia celeste fu gregario di Fausto Coppi e di un giovane Jacques Anquetil. Sfiorò diverse volte il successo di tappa al Giro d'Italia senza però mai riuscire a coglierlo. Nel 1956 fece parte della Nazionale italiana che dominò la Vuelta a España con tre successi di tappa, la vittoria di Nino Defilippis nella classifica degli scalatori e il successo finale di Angelo Conterno in maglia amarillo dal secondo all'ultimo giorno. 
Nel 1958, passato alla Carpano, vinse una tappa alla Parigi-Nizza sul traguardo finale di Nizza. Fra gli altri piazzamenti ottenuti vanno menzionati il sesto posto al Trofeo Baracchi 1953 (in coppia con Michele Gismondi), il settimo posto alla Coppa Bernocchi 1955 e al Giro di Campania 1959, oltre al risultato più importante, il terzo posto nella Milano-Sanremo del 1954 dietro a Rik Van Steenbergen e Francis Anastasi.
Dopo il ritiro fu per alcune stagioni direttore sportivo per le formazioni professionistiche torinesi Baratti-Milano e IBAC.

## Palmarès
- 1952 (dilettanti)

Coppa Città di Asti
- 1953 (dilettanti)

Milano-Busseto
- 1958 (Carpano, una vittoria)

7ª tappa Parigi-Nizza (Manosque > Nizza)

### Altri successi
- 1957 (Bianchi)

Circuito di Ciriè

## Piazzamenti

### Grandi Giri
- Giro d'Italia

1954: 60º
1955: 50º
1956: ritirato
1957: ritirato
1958: ritirato
1959: ritirato
- Vuelta a España

1956: 27º

### Classiche monumento
- Milano-Sanremo

1954: 3º
1957: 134º
- Parigi-Roubaix

1954: 41º
1955: 71º
1957: 53º
- Giro di Lombardia

1955: 11º
1956: 54º
1957: 26º